# 歐聖集團
歐聖集團有限公司，簡稱歐聖集團（英語：Oceanus Group Limited，SGX：579），是總部在新加坡的跨國企業，其總裁為許興江。
歐聖集團以往是在廣東、福建下游等生產鮑魚等加工海产品，其次是餐飲業和活海產，目前業務包括海鮮水果生產加工、運輸分銷、倉儲、科技創新及媒體服務。總部位於在UBIX, #03-05, 25 UBI ROAD 4, SINGAPORE, 408621，旗下也有媒體公司歐聖媒體（Oceanus Media Global，簡稱OMG），洋酒貿易公司深圳四季環球貿易有限公司（Season Global），海產品貿易公司亞洲漁業（Asia Fisheries），水果貿易公司和大宗商品貿易公司，等等。
股份在2009年5月29日轉在新加坡交易所主板上市，另外在2009年12月31日在臺灣證券交易所以臺灣存託憑證上市，上市代碼為910579。而招股價為介乎8.7元新台幣至10.9元新台幣之間，發行新股為200,000,000股，集資額為20億元新台幣。主要用來在台灣開設10-15家的「阿一天下」平價鮑魚連鎖餐廳。
2013年7月30日，歐聖集團發行的臺灣存託憑證在臺灣證券交易所下市，成為第4家下市TDR公司。
歐聖集團在2015年時，因業務連年蒙損，股票跌價，被新加坡股票交易所列為觀察名單，後來在2021年成功脫離觀察名單。

## 連結
- Oceanus.com.sg （页面存档备份，存于）